# Kmetija: Nov začetek
Kmetija: Nov začetek je bil slovenski resničnostni šov. Oddajo je predvajal slovenski program Planet TV. Program se je začel 31. avgusta 2014 in končal v decembru. Voditeljica oddaje je bila Saša Lendero. Zmagovalec šova je osvojil 50.000 €.

## Tekmovalci
| Kandidatat               | Starost | Mesto                 | Status  | Poklic           | Konec                   | Opomba           |
| ------------------------ | ------- | --------------------- | ------- | ---------------- | ----------------------- | ---------------- |
| Andrej Pregl             | 46      | Hoče                  | V zvezi | Kuhar            | Tretji zapusti Kmetijo  |                  |
| Andrej Zaletel           | 50      | Ljubljana             | V zvezi | Komercialist     | Četrti zapusti Kmetijo* |                  |
| Darinka Košenina         | 45      | Zibika                | V zvezi | Gastronomka      | Superfinalistka         |                  |
| Denis Toplak             | 27      | Morje pri Framu       | Samski  | Nogometaš        | Zmagovalec              |                  |
| Elizabet Bordon          | 26      | Vas v bližini Marezig | Samska  | Vinarka          | Prva zapusti Kmetijo    |                  |
| Ema Čerin                | 35      | Koper                 | V zvezi | Ekonomski tehnik | Osma zapusti Kmetijo    |                  |
| Jasmina Galinec          | 28      | Mrzlo Polje           | V zvezi | Kmetovalka       |                         |                  |
| Kuharica "Kamala" Kamala | 31      | Tenetiše              | V zvezi | Kuharica         | Druga zapusti Kmetijo   |                  |
| Klemen Lopatič           | 19      | Krška vas             | Samski  | Dijak            | Sedmi zapusti Kmetijo   |                  |
| Kristina Mohorčič        | 23      | Šentilj               | V zvezi | Študentka        | Šesta zapusti Kmetijo   |                  |
| Lara Goršek Kos          | 22      | Jesenje               | V zvezi | Študentka        |                         |                  |
| Leon Kotnik              | 35      | Slovenske Konjice     | Samski  | Vojak            |                         |                  |
| Matej Rupar              | 23      | Rob                   | Samski  | Strojni tehnik   | Finalist                |                  |
| Miha Kavčič              | 25      | Logatec               | V zvezi | Študent          |                         |                  |
| Žana Kopeč               | 27      | Celje                 | V zvezi | Študentka        | deseta zapusti kmetijo  |                  |
| Bernarda Hojnik          | 19      | Polenšak              | Samska  | Dijakinja        | Peta zapusti Kmetijo    | Vseli se kasneje |
| Martin Kodrič            | 23      | Premagovce            | Samski  | Gradbinec        |                         | Vseli se kasneje |
| Božo Kodrič              | 23      | Premagovce            | V zvezi | Pek              | Deveti zapusti Kmetijo  | Vseli se kasneje |

* Čeprav je bil v dvoboju izločen, je tekmovalec dobil še eno priložnost.